# Støtt
Støtt est une localité du comté de Nordland, en Norvège.

## Géographie
Administrativement, Støtt fait partie de la kommune de Meløy.
Le village se trouve sur l'archipel de Støttvær comprenant les îles principales de Svenningen, Innerstøtt, Helløya et Støtt.